# 大槻龍治

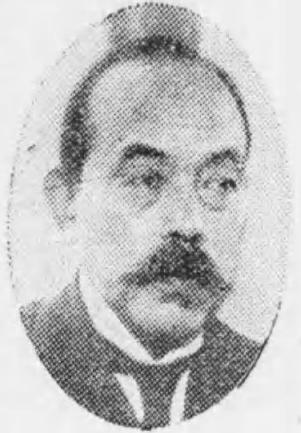
大槻龍治

大槻 龍治（おおつき りゅうじ、1863年11月17日 - 1927年6月25日）は、日本の官僚、鉄道実業家である。陸軍中将の白石通則は義理の兄弟。

## 来歴・人物
宮城県出身。仙台藩士の大槻武治の次男だったが、兄の大槻栄行の養子となり家督を継ぐ。1890年に帝国大学法科を卒業した後に農商務省に入省し、1902年には参事官に任じられた。神奈川、京都、鳥取の各参事官、大蔵省主税官、長崎税関長などを歴任し、1905年に大阪税関長に就任し、1913年6月に熊本税務監督局長に就任した。
1915年から1927年までに大阪電気軌道社長を務め、債務の整理を行い、建設費の高騰で苦しんでいた大軌を再建した。